# Bouxières-aux-Bois
Bouxières-aux-Bois település Franciaországban, Vosges megyében. Lakosainak száma 144 fő (2022. január 1.). Bouxières-aux-Bois Mazeley, Regney, Saint-Vallier, Bocquegney, Circourt, Derbamont és Frizon községekkel határos.

## Népesség
A település népességének változása:
| Lakosok száma | 137  | 141  | 145  | 139  | 138  | 136  | 136  | 136  | 144  |
|               | 2013 | 2015 | 2016 | 2017 | 2018 | 2019 | 2020 | 2021 | 2022 |